# Estadio Perak
El Estadio Perak es un estadio multiusos ubicado en la ciudad de Ipoh, estado de Perak, Malasia. El estadio fue inaugurado en 1965 y actualmente posee una capacidad para 42 000 espectadores y es utilizado de preferencia para la práctica del fútbol y atletismo, además de eventos culturales y artísticos.
El estadio esta emplazado en los terrenos donde funcionara anteriormente una prisión, donde desde 1949 hasta 1960, y conocido como "Campamento de Detención" fueron trasladados miembros del Partido Comunista de Malaya (CPM) durante el periodo llamado Emergencia malaya (Darurat en malayo).
La construcción del estadio comenzó en enero de 1964 y terminó en junio de 1965, en un principio la capacidad máxima fue de 10 000 personas. Futuras remodelaciones aumentaron la capacidad del estadio a 18 000 en 1975 y a 42 000 espectadores en 1996 y 1997 con miras a la realización de la Copa Mundial de Fútbol Sub-20 de 1997 de la cual finalmente no sería sede. Desde la última reforma en 1997, el estadio cuenta con una sala de prensa y una zona VIP que es utilizada normalmente por el Sultán de Perak.
En la actualidad en el estadio disputa sus partidos el club de fútbol Perak FA que disputa la Superliga de Malasia.